# Parafia Świętego Krzyża w Kołobrzegu
Parafia pw. Podwyższenia Świętego Krzyża w Kołobrzegu – parafia rzymskokatolicka należąca do dekanatu Kołobrzeg, diecezji koszalińsko-kołobrzeskiej, metropolii szczecińsko-kamieńskiej. Została utworzona w 1973 roku. Obsługiwana przez ojców franciszkanów konwentualnych. Siedziba parafii mieści się na rogu ulicy Jedności Narodowej i Henryka Sienkiewicza.

## Miejsca kultu

### Kościół parafialny
Kościół pw. Podwyższenia Krzyża Świętego w Kołobrzegu
Kościół parafialny został zbudowany w 1932 jako protestancki, konsekrowany w 1948. Do roku 1973 należał do parafii św. Marcina. 

### Kościoły filialne i kaplice
- Kaplica w szpitalu w Kołobrzegu
- Kaplica w domu Sióstr Sercanek w Kołobrzegu

## Proboszczowie
- 1959–1962 o. Aleksander Żuchowski OFMConv.
- 1962–1965 o. Pius Jakubowski OFMConv.
- 1965–1973 o. Beniamin Stanisław Banaszuk OFMConv.
- 1973–1976 o. Wawrzyniec Kurach OFMConv.
- 1976–1978 o. Rafał Honorat OFMConv.
- 1978–1980 o. Cezary Rdzanek OFMConv.
- 1980–1983 o. Mikołaj Walczak OFMConv.
- 1983–1989 o. Stefan Morawski OFMConv.
- 1989–1992 o. Jacek Kamzela OFMConv.
- 1992–2000 o. Piotr Pośpieszny OFMConv.
- 2000–2008 o. Benedykt Nadolny OFMConv.
- 2008–2010 o. Sławomir Skwarczek OFMConv.
- 2010–2012 o. Piotr Matuszak OFMConv
- 2012–2016 o. Mariusz Fałkowski OFMConv
- 2016–2024 o. Paweł Kaczmarski OFMConv.
- od 2024 o. Bogdan Wroński OFMConv.

## Zgromadzenia zakonne
Oprócz franciszkanów, z parafią związane jest również Zgromadzenie Córek Najczystszego Serca NMP (sercanki bezhabitowe).